# Learning to be free
|  | Denne artikel er oprettet af botten PalnaBot ud fra en ekstern database. Den kan derfor have sproglige fejl eller mangler. Denne skabelon kan fjernes efter kontrol af indholdet. |

Learning to be free er en film instrueret af Mads Volquartz, Cecilie Kallestrup.

## Handling
I Myanmar har folket langt om længe fået demokrati. Men efter at have været undertrykt af et militærdiktatur i mere end 40 år, er det ikke alle, der ved, hvad et demokrati er. Det er langt fra alle, der har råd til at sende deres børn i skole, og selv, hvis man får plads i en af statsskolerne, er det ikke givet, at der er ytringsfrihed og menneskerettigheder på skoleskemaet. Derfor har den unge munk Owen taget sagen i egen hånd og bygget en skole. Da han var lille, havde hans forældre ikke råd til at sende ham i skole, og i klosteret drømte han om at få en uddannelse. I dag forsøger han at give børnene fra hans hjemstavn den chance, han aldrig selv fik. Nemlig chancen for at få undervisning. I skolen lærer han ikke bare sine elever at læse og skrive. Han lærer dem også at tænke kritisk og stille spørgsmål, så de ved, hvad det vil sige, at bo i et demokratisk samfund. Det gamle regime spøger i kulissen, og det er ikke altid en nem opgave at drive en skole i en gammel diktaturstat. Men han giver ikke op. Han ved nemlig, at det kræver hårdt arbejde, hvis Myanmars ungdom skal kunne tage vare på folkets nyvundne demokrati i fremtiden.